# Giovanni Battista Beinaschi
Giovanni Battista Beinaschi (Fossano o Torino, 1636 – Napoli, 28 settembre 1688) è stato un pittore italiano, operante in periodo barocco.

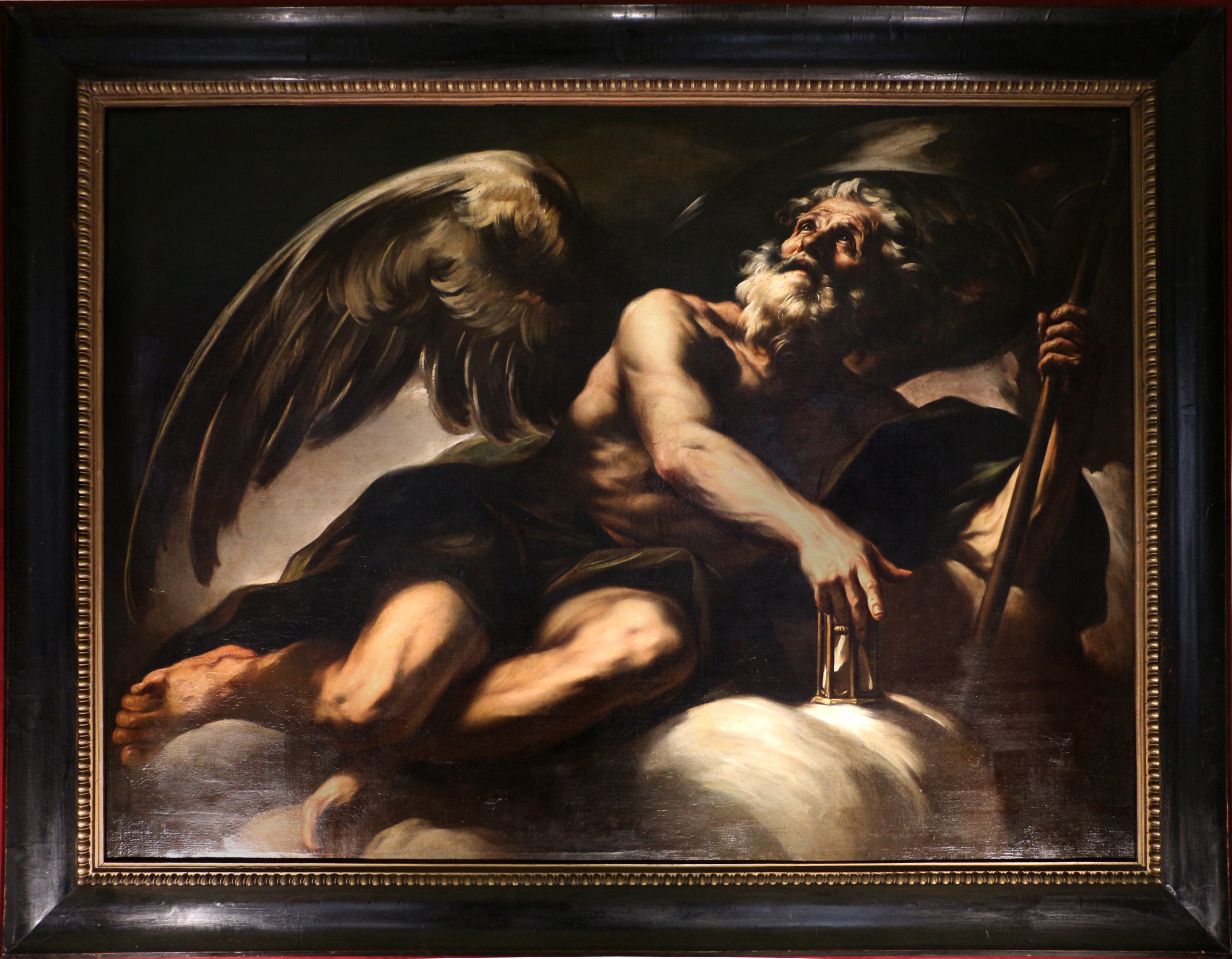
Allegoria del Tempo, 1675-80 Macerata, musei civici di Palazzo Buonaccorsi.

Fu particolarmente attivo tra Roma e Napoli. Lavorò dapprima a Roma, risentendo specialmente l'influsso di Giovanni Lanfranco. Nella città papale sue opere si trovano nella Basilica dei SS. Ambrogio e Carlo, nella chiesa di San Bonaventura al Palatino e nella chiesa di Santa Maria del Suffragio.
Nell'Oratorio di quest'ultima chiesa, ci sono due tele del Beinaschi di notevoli dimensioni (ca.  5m. x 3m). Rappresentano una Daniele nella fossa dei leoni, e l'altra la resurrezione di Lazzaro. Nella volta e nel lunettone della chiesa ci sono due affreschi. L'Assunta portata in cielo e l'Eterno Padre nella gloria fra Angeli e Cherubini.
Una Sacra famiglia con Angeli, attribuita al Beinaschi da un libro di Gian Domenico Cerrini del 1652, è custodita al Fine Arts Museums of San Francisco.
Inoltre si ricordano due dipinti esposti al Museo diocesano di Salerno:
- Martirio di sant'Erasmo (terzo quarto del XVII secolo), olio su tela.
- Mosè che fa scaturire l'acqua dalla roccia (terzo quarto del XVII secolo), olio su tela.

Il dipinto di S. Gregorio in gloria (1678-1679 circa) è conservato invece al Museo civico di Rieti.

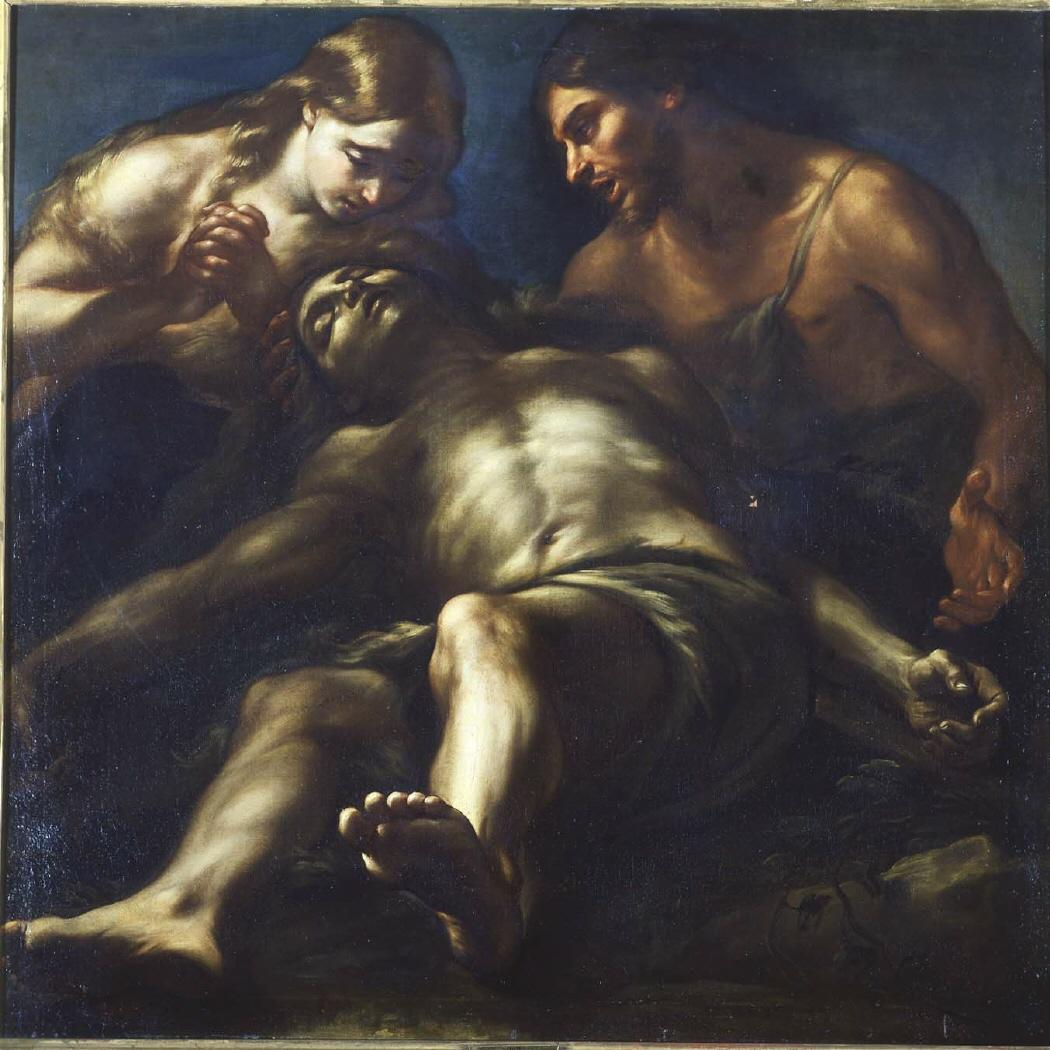
La Deplorazione di Abele, Madrid, Real Academia de Bellas Artes de San Fernando.

Stabilitosi a Napoli verso il 1664, realizza affreschi per la navata centrale e la cupola della Chiesa di Santa Maria degli Angeli a Pizzofalcone, la cupola e il pronao della Chiesa di Santa Maria dei Miracoli (sono pervenuti ai nostri giorni solo quelli del pronao), l'abside della Chiesa di Santa Maria delle Grazie a Caponapoli, la cupola della Chiesa dei Santi Apostoli, le arcate della navata centrale e la volta della sacrestia della Chiesa dei Girolamini, il coro della Chiesa di Santa Maria in Portico e la volta dell'Oratorio della Compagnia dei Bianchi della Giustizia. Presenti nella Chiesa del Gesù Nuovo, all'interno della cappella del Crocifisso e di san Ciro, collocata sulla parete presbiteriale di fondo, affreschi databili all'ultimo quarto del Seicento.
Nella Chiesa dei Girolamini, nella Chiesa di Santa Maria delle Grazie a Caponapoli e nella Chiesa di Santa Maria in Portico sono custodite anche opere su tela.
Nella Chiesa di Santa Maria la Nova, sono presenti diversi affreschi dell'autore, tra i quali Gloria di Sant’Antonio e Storie della vita di Sant’Antonio, nella cappella Gruther. Nella stessa chiesa, nella cappella della famiglia D'Afflitto, consacrata a sant'Eustachio, le pareti sono affrescate con dipinti dal tema Storie dei Santi Paolo e Ludovico. La quarta cappella, di patronato della famiglia Venata d'Aquino, presenta alle pareti la Nascita della Vergine e Morte di sant’Anna.

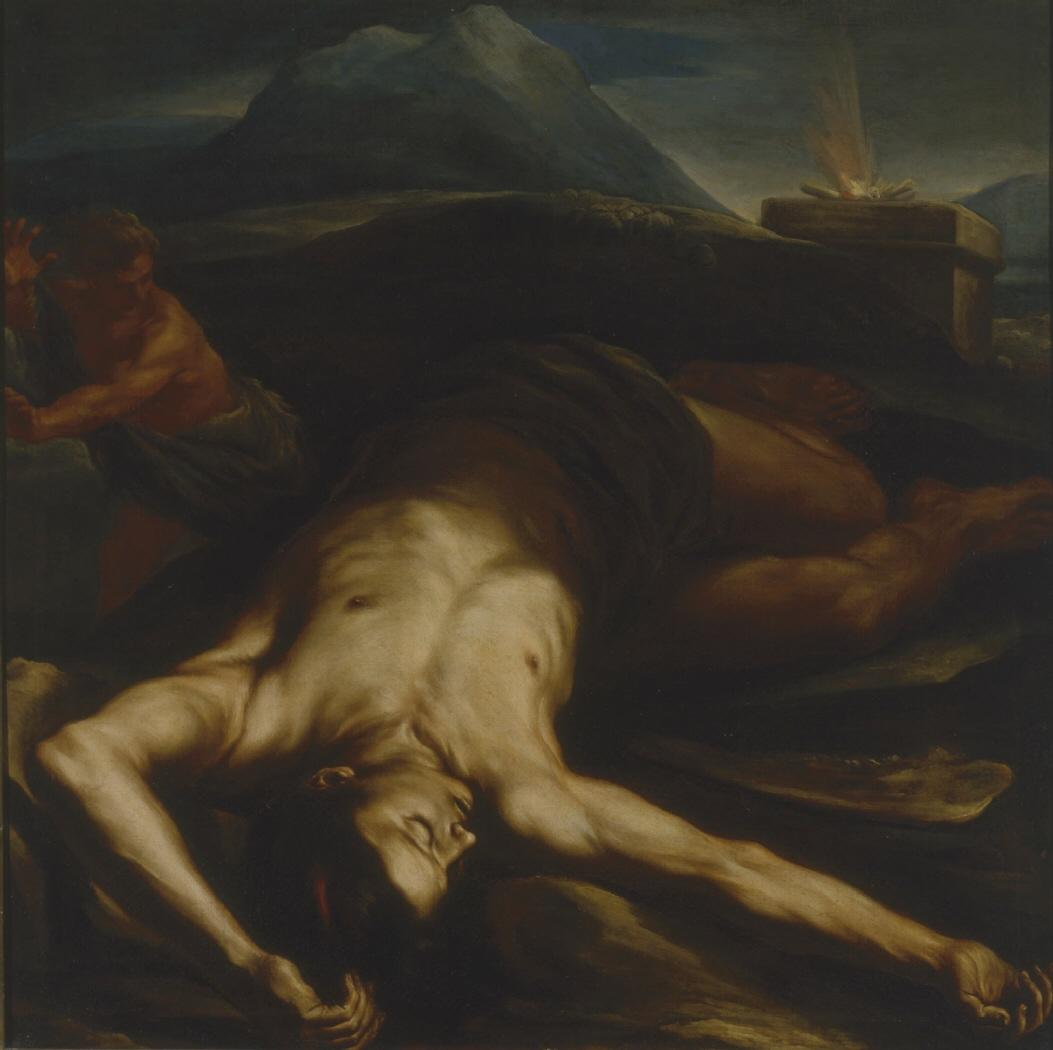
Morte di Abele, Madrid, Real Academia de Bellas Artes de San Fernando.

## Opere
- Roma, La Fortezza, affresco nella navata sinistra della Basilica dei Santi Ambrogio e Carlo al Corso.
- Roma, L'Annunciazione, La Crocifissione ed Il S. Michele che sconfigge gli angeli ribelli in San Bonaventura al Palatino.
- Roma, Daniele nella fossa dei leoni, La Resurrezione di Lazzaro e gli affreschi con Il Padre Eterno in gloria e L’Assunta nel coro, Chiesa di Santa Maria del Suffragio.
- Napoli, San Filippo Neri in gloria, affresco nella sacrestia della Chiesa dei Girolamini.
- Napoli, affreschi, Storie del Vecchio Testamento e della Passione di Cristo, Chiesa del Gesù Nuovo.
- Macerata, Allegoria del Tempo, 1675-80, musei civici di Palazzo Buonaccorsi.
- Genova, Il pianto di San Pietro, Palazzo Rosso.
- Madrid, Morte di Abele e La deposizione di Abele, Real Academia de Bellas Artes de San Fernando.
- Brest, Il sacrificio di Abramo, Brest’s Museum of Fine Arts.
- Caen, Testa di vecchio, Museo di Belle Arti.
- Baltimora, La parca Cloto, 1680, Walters Art Museum.
- San Francisco, Sacra famiglia con Angeli, 1652, Fine Arts Museums of San Francisco.

## Galleria d'immagini

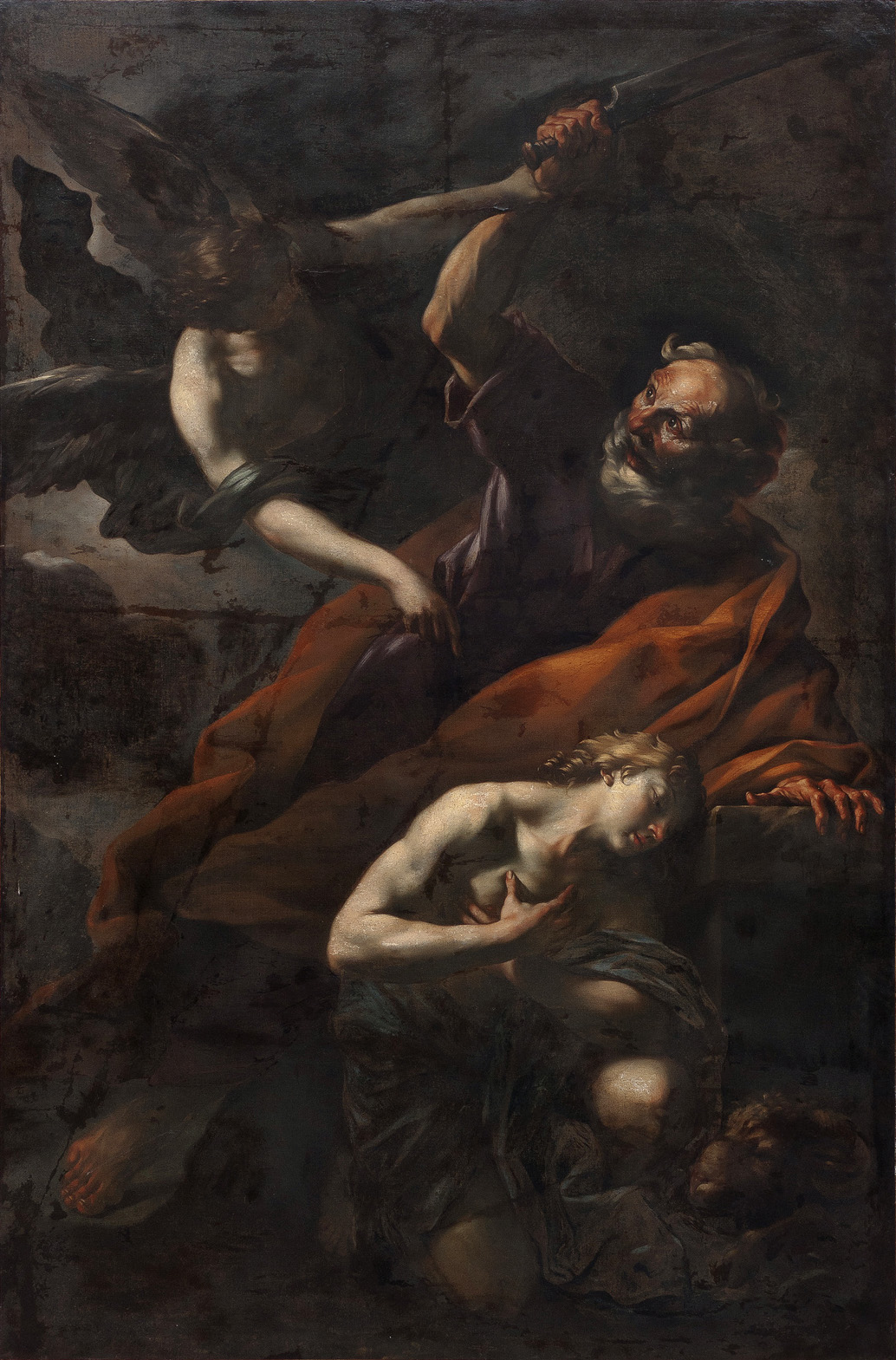
Il sacrificio di Abramo, Brest’s Museum of Fine Arts, Brest.
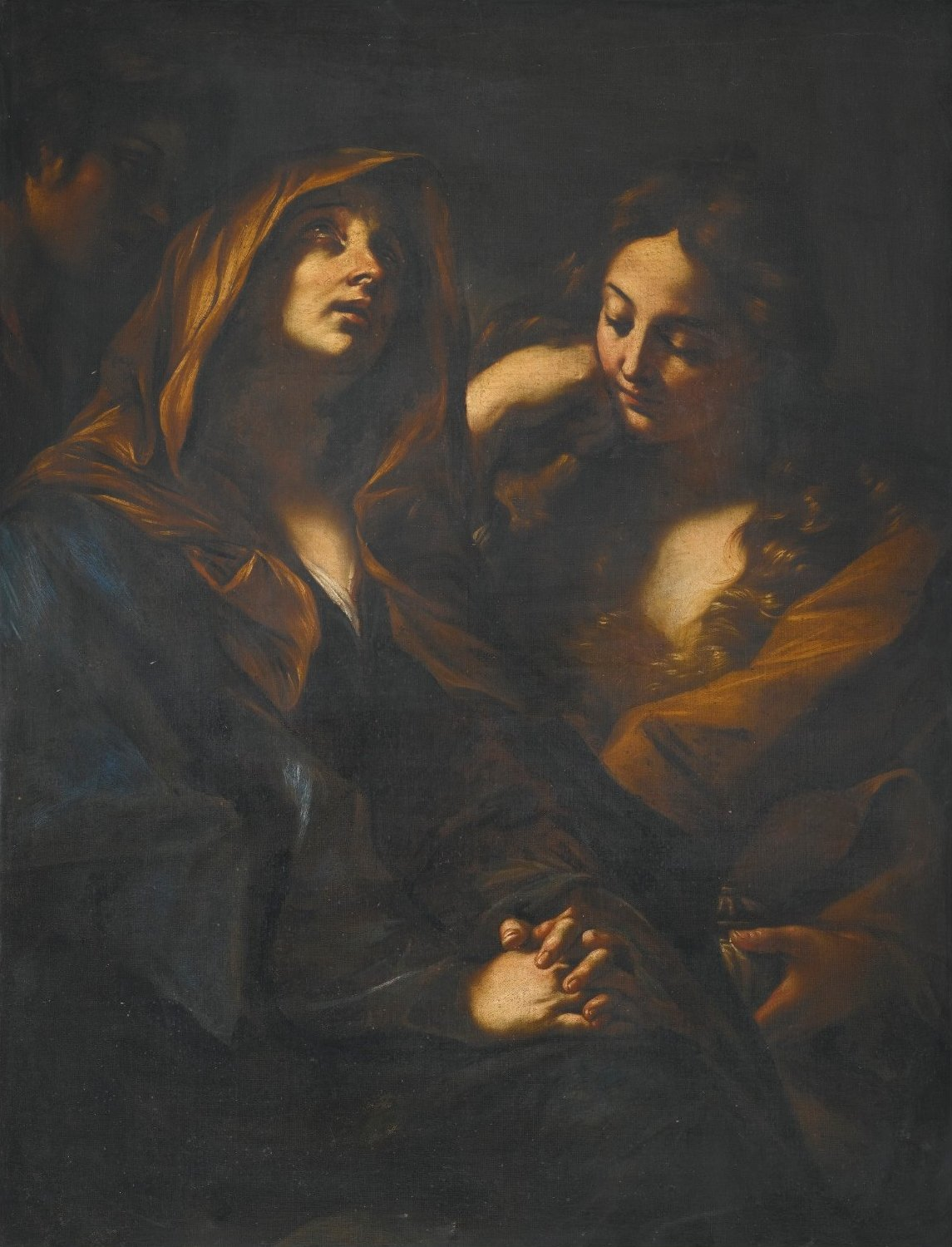
Le due Marie e San Giovanni Evangelista.
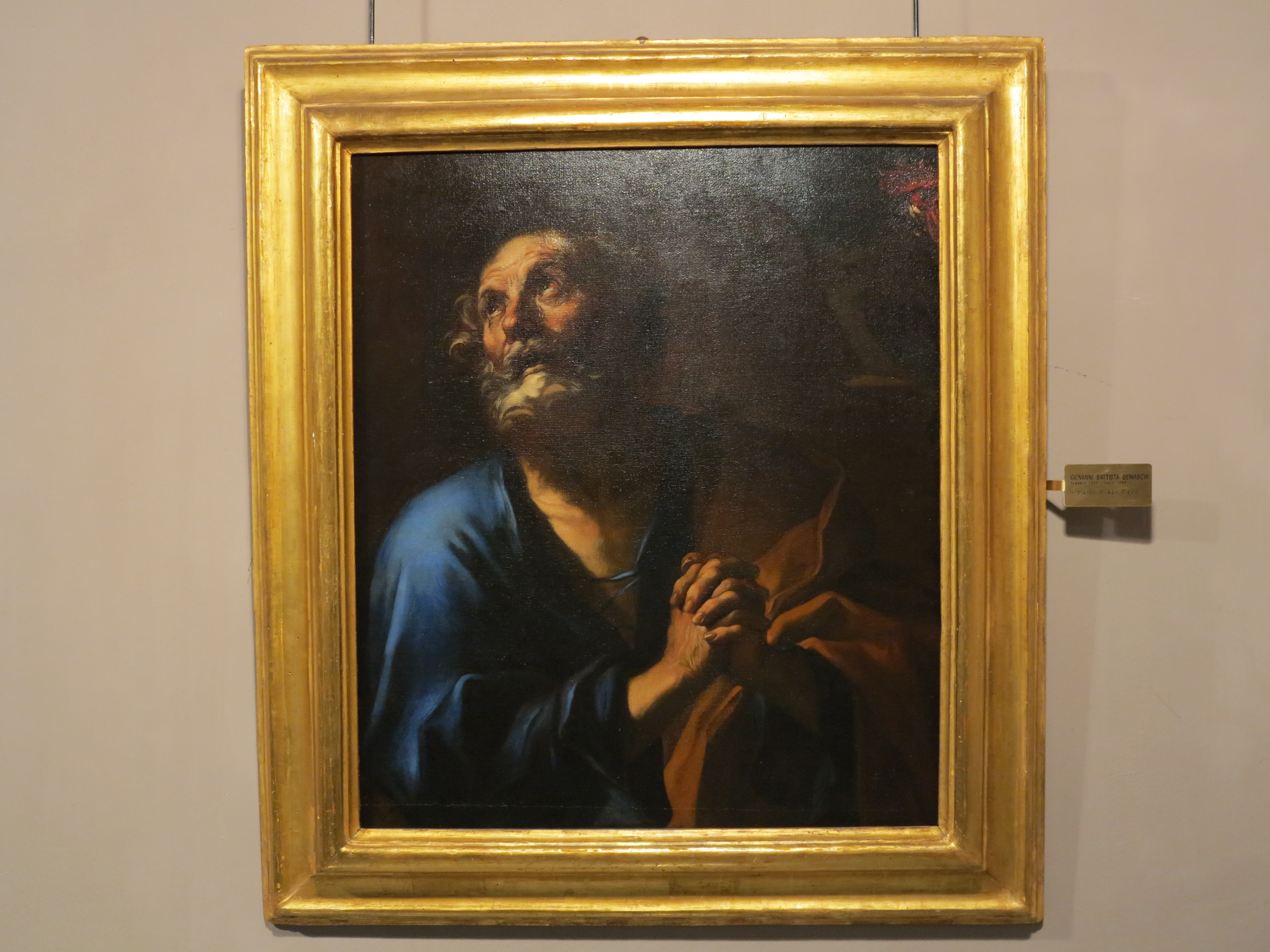
Il pianto di san Pietro, Palazzo Rosso.
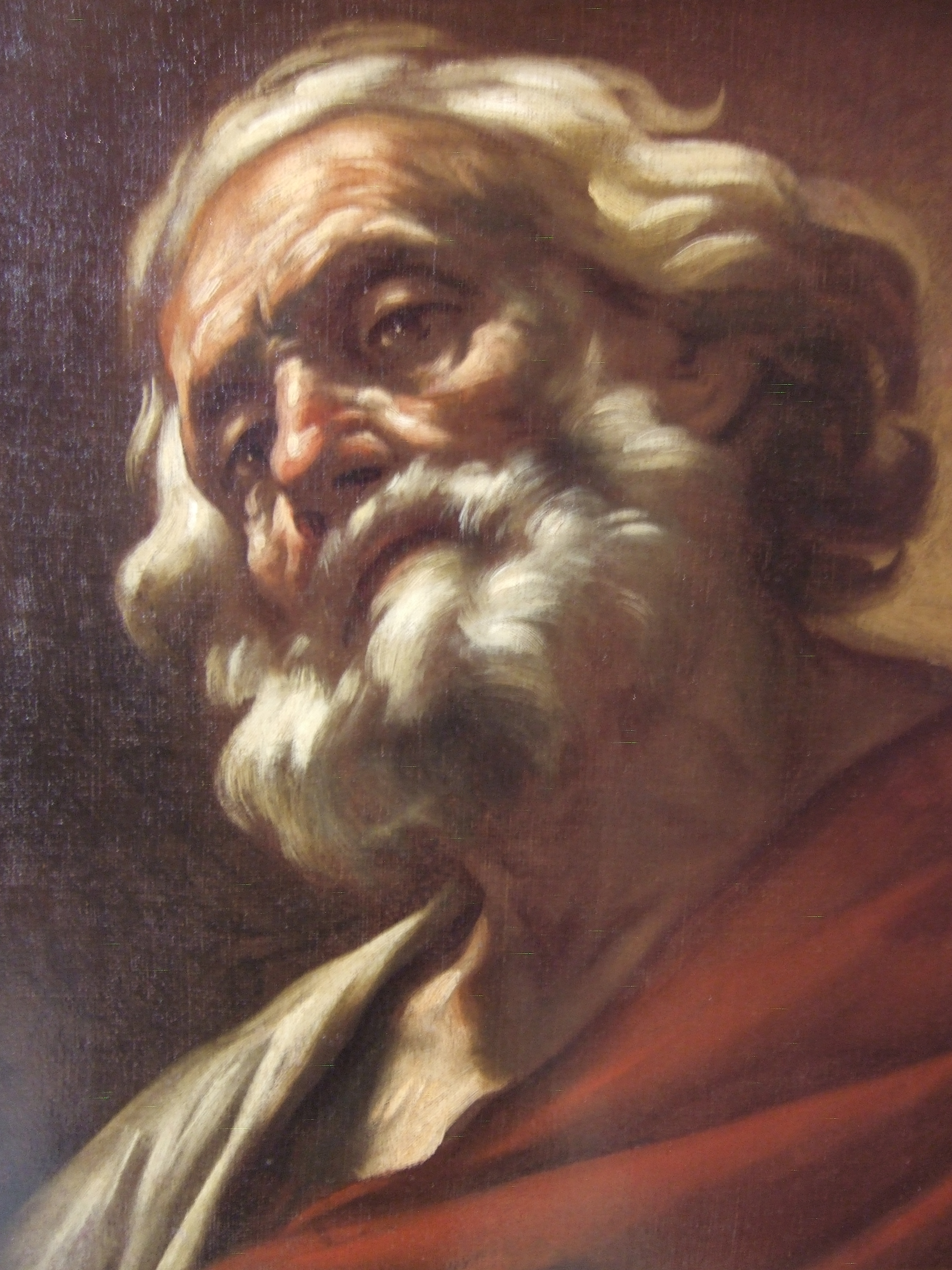
Testa di vecchio, museo di Belle Arti, Caen.
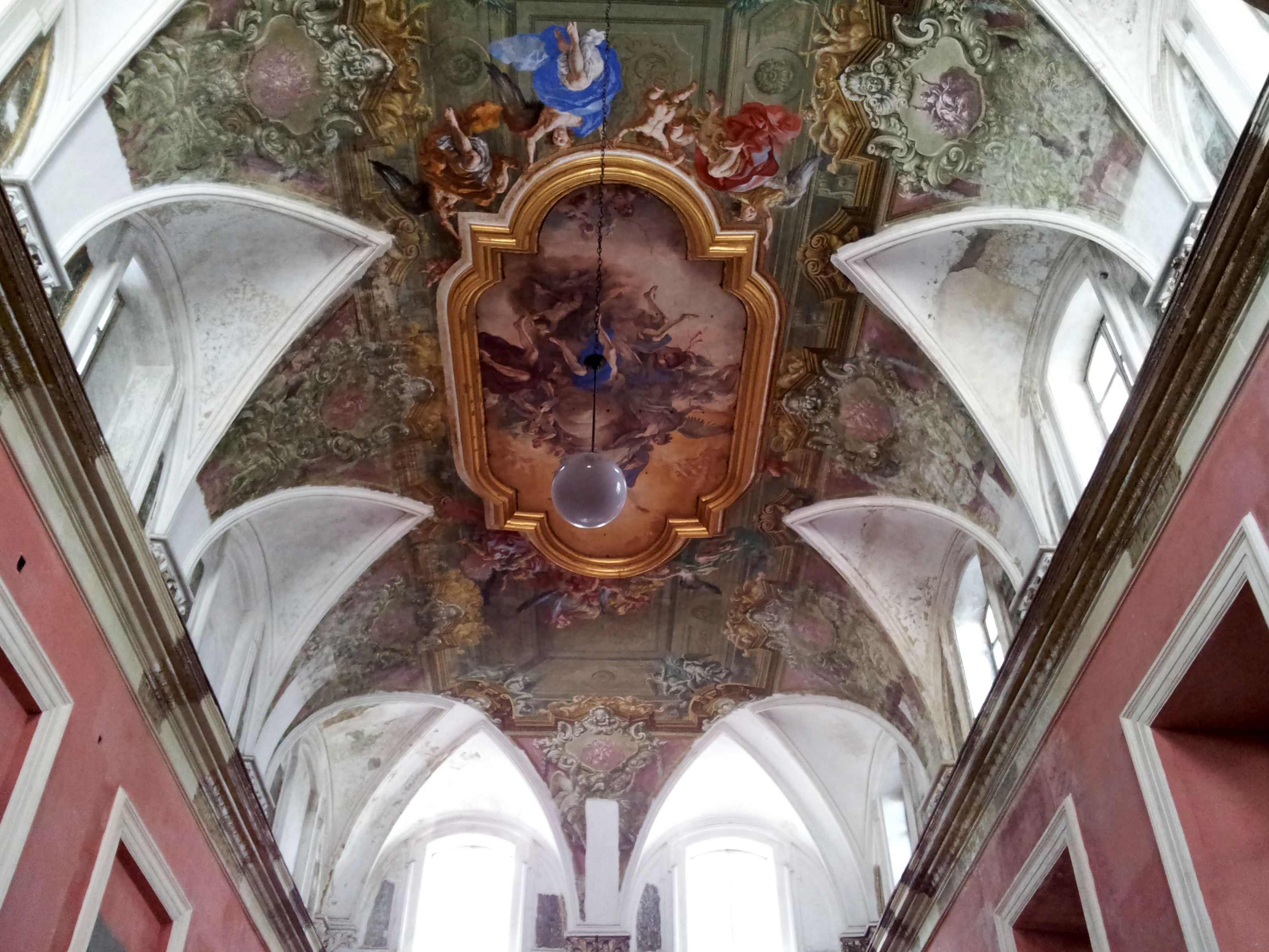
San Filippo Neri in gloria, affresco, sacrestia dei Girolamini, Napoli.